# Hans Adler (Politiker)
Hans Adler (* 15. Januar 1920; † 12. April 2000) war ein deutscher Politiker (SED). Er war stellvertretender Minister und Staatssekretär in der DDR. 

## Leben
Adler schloss sich der Sozialistischen Einheitspartei Deutschlands (SED) an. Von 1956 bis 1958 war er stellvertretender Minister und Staatssekretär im Ministerium für Chemische Industrie der DDR (Nachfolger von Werner Winkler). Nach Auflösung des Ministeriums fungierte er von 1958 bis 1960 als Sektorleiter und stellvertretender Leiter der Hauptabteilung Chemie der Staatlichen Plankommission, von 1961 bis 1963 als Stellvertreter des Vorsitzenden des Volkswirtschaftsrates der DDR und Leiter der Hauptabteilung Chemie im Volkswirtschaftsrat und von Mai 1963 bis 1965 wiederum als stellvertretender Leiter der Abteilung Chemie der Staatlichen Plankommission. Von 1966 bis 1984 arbeitete er erneut als stellvertretender Minister für Chemische Industrie. Anschließend fungierte er als Regierungsbeauftragter der DDR in der Gemischten Kommission DDR/Republik Polen für die Erdölleitung „Freundschaft“. Am 31. Januar 1990 wurde er von der Regierung Modrow aus Altersgründen von der Funktion entbunden und Joachim Hausknecht als sein Nachfolger bestätigt.
Adler lebte zuletzt in Berlin und starb im Alter von 80 Jahren.

## Auszeichnungen
- 1960 Vaterländischer Verdienstorden in Silber und 1980 in Gold
- 1963 Kommandeurskreuz des Ordens der Wiedergeburt Polens[3]
- 1967 Orden des Roten Banners der Arbeit (UdSSR)[4]
- 1976 Ehrentitel Verdienter Chemiearbeiter der Deutschen Demokratischen Republik